# Kaplica św. Męczennicy Paraskiewy w Rajsku
Kaplica pod wezwaniem św. Męczennicy Paraskiewy – prawosławna kaplica cmentarna w Rajsku. Należy do parafii Świętych Apostołów Piotra i Pawła w Rajsku, w dekanacie Bielsk Podlaski diecezji warszawsko-bielskiej Polskiego Autokefalicznego Kościoła Prawosławnego.

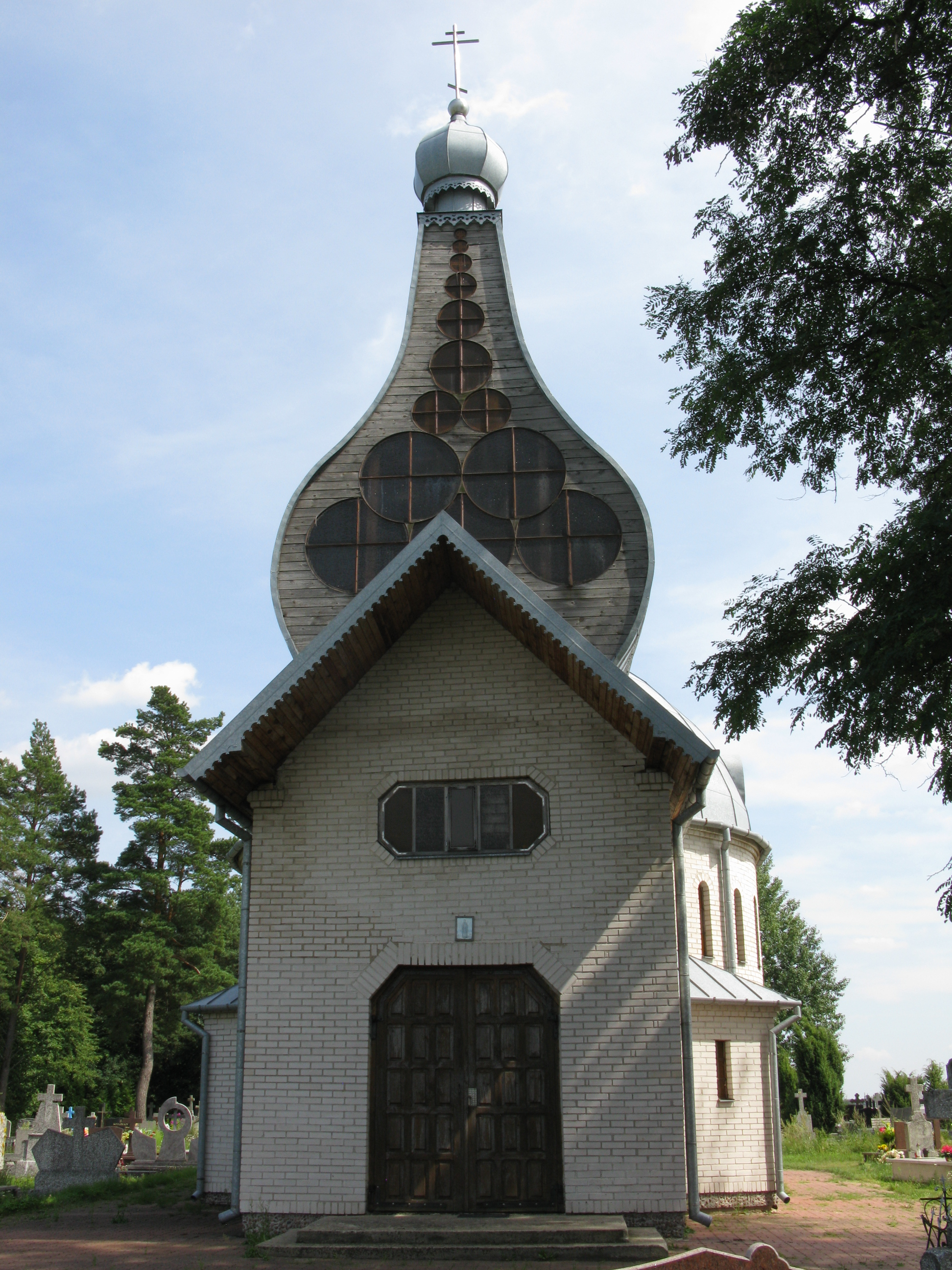
Kaplica od frontu

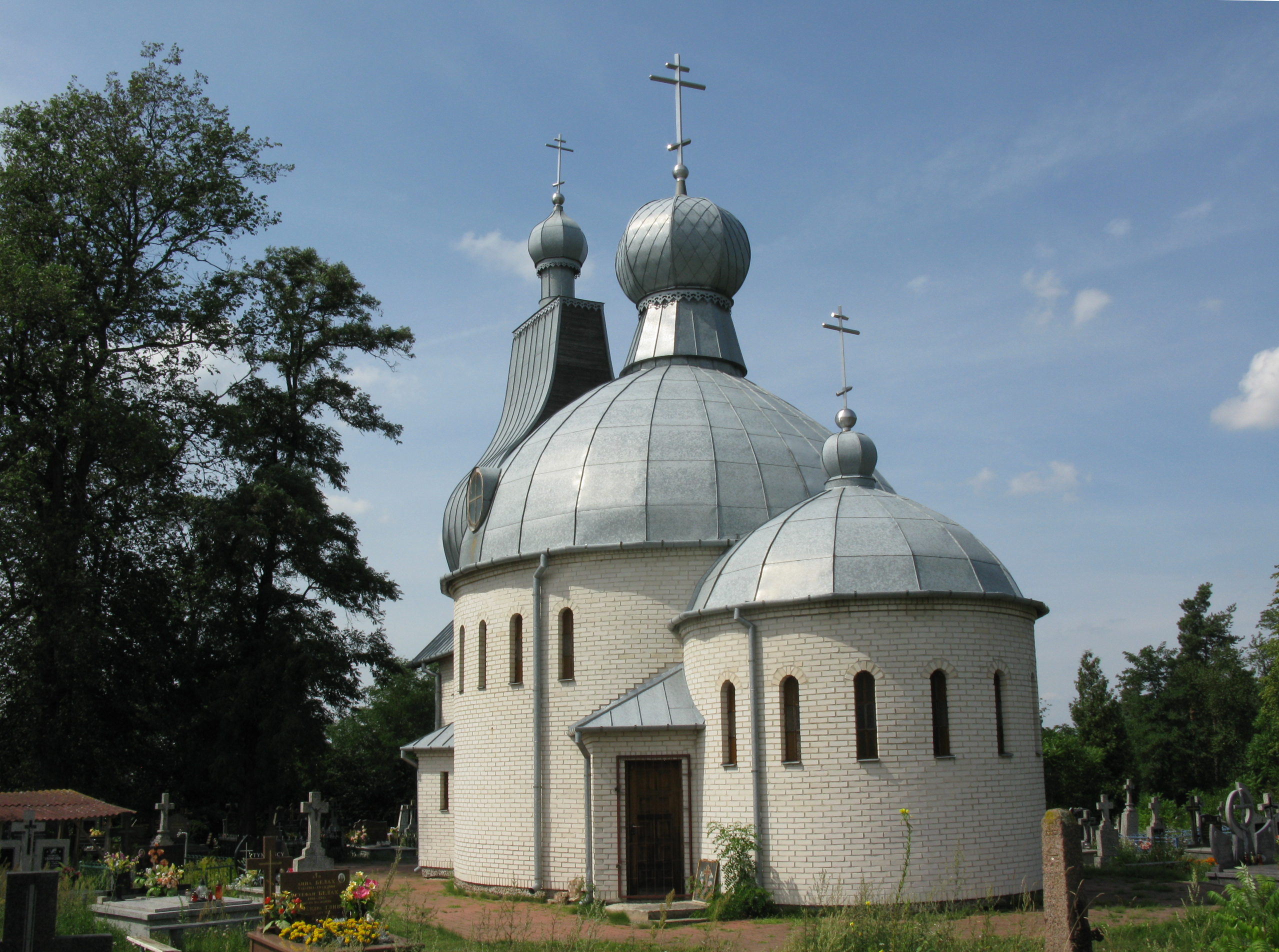

Kaplica została wzniesiona na cmentarzu w Rajsku w latach 1993–1997, konsekrowana 4 lipca 1997. Jest to nowoczesna murowana świątynia, zbudowana z białej cegły, trójdzielna. Dachy cerkwi blaszane. Nad kruchtą z dwuspadowym dachem nadbudowana częściowo przeszklona wieża-dzwonnica, zwieńczona kopułą. Nawa na planie koła, z dachem zwieńczonym baniastym hełmem. Prezbiterium mniejsze od nawy, również na planie koła, z dachem zwieńczonym niewielką kopułą.
Wcześniej w tym samym miejscu znajdowała się wzniesiona w 1863 drewniana kaplica pod wezwaniem Opieki Matki Bożej, która została spalona w czerwcu 1942, podczas pacyfikacji Rajska przez okupantów hitlerowskich. Wezwanie obecnej kaplicy nawiązuje natomiast do murowanej cerkwi parafialnej w Rajsku, zbudowanej w latach 1869–1875, zburzonej przez hitlerowców w czerwcu 1942.